# جانکارلو برگامینی
جانکارلو برگامینی (ایتالیایی: Giancarlo Bergamini؛ زادهٔ ۲ اوت ۱۹۲۶ – درگذشته ۴ فوریه ۲۰۲۰) شمشیرباز اهل ایتالیا بود.
وی در مسابقات کشوری و بین‌المللی در مجموع برندهٔ ۱ مدال طلا، ۲ مدال نقره شده‌است.